# Небезпечний Генрі
Небезпечний Генрі (англ. Henry Danger) — американський комедійний телесеріал, розроблений Деном Шнайдером. Прем'єра серіалу у США відбулася 28 липня 2014 року на телеканалі Nickelodeon. В Україні прем'єра відбулася 01 червня 2023 року на Nickelodeon Ukraine. Українською мовою серіал озвучено у 2023 році.

## Сюжет
Сюжет «Небезпечного Генрі» відбувається в Холмогорску. 13-річні підліток  на ім'я Генрі , який має екстраординарні здібності та використовує їх для боротьби зі злочинністю та несправедливістю. Попри свої героїчні дії, Генрі, як і раніше, стикається з багатьма проблемами в особистому житті, у тому числі поєднує свої обов'язки супергероя зі своїм шкільним та сімейним життям. Життя Генрі сповнене пригод і хвилювань, але в ньому також багато небезпек і труднощів, і Генрі завжди повинен використовувати свої сили та навички на благо. У розпал своїх пригод Генрі усвідомлює важливість дружби та сім'ї та прагне залишатися добрим і самовідданим героєм, навіть коли може знадобитися особиста жертва.

## Головні персонажі
- Генрі Харт (Небезпечний Малий) (Джейс Норман) — 13-річний підліток (пізніше 17-річний хлопець), який є помічником Капітана Мена. Живе у Холмогорську з батьками та молодшою сестрою. Мав суперздатність – гіпермобільність. Отримав її від шаманів у 6 серії 3-го сезону, але втратив її у 7 серії 5-го сезону. Відважний, завжди приходить на допомогу тим, хто в біді, але водночас любить славу та увагу. Працює під прикриттям у магазині «Нісенітниця». У фіналі разом з капітаном бився з Дрексом на дирижаблі, після того, як Дрекс впав, дирижабль був порваний і летів прямо на дитячий госпіталь, Генрі вирішив пожертвувати собою, але Рей переконував його не робити цього і самому померти, але Генрі активував йому парашут і Рей відлетів, а Генрі врятував Дитячий шпиталь. Всі подумали, що Небезпечний Малий загинув, але Генрі залишився живим, адже він врятувався за допомогою нової суперсили та вирішив разом із Шарлоттою та Джаспером вирушити до нового міста, щоб захищати його від злочинності.
- Рей Манчестер («Капітан Мен») (Купер Барнс) — 33-річний супергерой (пізніше 37-річний), який тренує Генрі. Має незвичайну суперздатність – невразливість. Став невразливим через інцидент на роботі батька-науковця. Має Чел-Печеру, яка знаходиться під магазином «Несенітниця». Відважний, завжди приходить на допомогу тим, хто в біді, але водночас любить славу та увагу. У фіналі разом із Небезпечним Малим бився з Дрексом на дирижаблі, переконував Генрі не жертвувати собою, а самому померти, але Генрі активував йому парашут, і він полетів, пізніше разом зі Швозом став навчати чотирьох нових напарників боротьби проти злочинності.
- Шарлотта Пейдж (Ріел Даунс) - найкраща подруга Генрі. Вона саркастична та дуже розумна. У 3-й серії 1-го сезону Шарлотта дізнається про секрет Генрі та отримує роботу як менеджер Генрі та Рея. Часто намагається довести свою здатність бути важливою у команді. У фіналі разом із Генрі та Джаспером вирушили до нового міста, щоб боротися зі злочинністю, також вона стала кіборгом.
- Джаспер Данлоп (Шон Райан Фокс) - найкращий друг Генрі. Великий фанат Капітана Чела. Сповнений ідей, які найчастіше є безглуздими. Мав дивне хобі — колекціонування відер. Дізнається про секрет Генрі в останній 18-й серії 2-го сезону. З того часу працює в магазині «Нісенітниця» як продавець. У фіналі разом із Генрі та Шарлоттою вирушили до нового міста, щоб боротися зі злочинністю.
- Пайпер Харт (Елла Андерсон) - 9-річна (пізніше 13-річна), свавільна молодша сестра Генрі. Прихильниця Капітана Чела та Небезпечного Малого. Має неврівноважений характер і часто зривається на близьких. Ганяється за сучасними тенденціями. Не любить витівки Джаспера. У 21-й серії 5-го сезону Пайпер дізнається про секрет Генрі та перебуває в команді Капітана Чела та Небезпечного Малого. У фіналі відлетіла до Флориди.
- Швоз (Майкл Коуен]) — працівник Рея, який створює різні обладнання в Чел-печері. З'явився у 9-й серії 1-го сезону. Став головним героєм із 5-го сезону. У фіналі разом із Реєм став навчати чотирьох нових напарників боротьбою зі злочинністю.

## Епізоди
1 сезон: 25 епізодів	(26 липня 2014 – 16 травня 2015)
2 сезон: 18 епізодів (12 вересня 2015 - 17 липня 2016)
3 сезон: 19	епізодів (17 вересня 2016 - 7 жовтня 2017) 
4 сезон: 20 епізодів	(21 жовтня 2017 - 20 жовтня 2018) 
5 сезон: 39 епізодів (3 листопада 2018 - 21 березня 2020)

## Нагороди
| Рік  | Нагорода            | Категорія                 | Номінований       | Результат | Посилання |
| ---- | ------------------- | ------------------------- | ----------------- | --------- | --------- |
| 2015 | Kids' Choice Awards | Улюблене ТВ-шоу           | Небезпечний Генрі | Номінація | [ 3 ]     |
| 2016 | Kids' Choice Awards | Улюблене ТВ-шоу           | Небезпечний Генрі | Номінація | [ 4 ]     |
| 2017 | Kids’ Choice Awards | Улюблене дитяче ТВ-шоу    | Небезпечний Генрі | Перемога  | [ 5 ]     |
| 2018 | Kids' Choice Awards | Улюблене ТВ-шоу           | Небезпечний Генрі | Номінація |           |
| 2019 | Kids' Choice Awards | Улюблене комедійне ТВ-шоу | Небезпечний Генрі | Номінація | [ 6 ]     |
| 2020 | Kids' Choice Awards | Улюблене ТВ-шоу           | Небезпечний Генрі | Перемога  |           |